# Guiscardo Améndola
Guiscardo Améndola (27 de mayo de 1906, Montevideo - 9 de noviembre de 1972) artista plástico y pintor uruguayo.

## Biografía
Realizó sus estudios con su padre, Pantaleón Améndola egresado de la Academia de Bellas Artes de Nápoles. Fue profesor en distintas disciplinas artísticas, entre las que se cuentan dibujo técnico y tecnólogía de pintura, también fue maestro del taller de pintura de la Escuela Industrial de Construcción, dependiente de la Universidad del Trabajo de Uruguay.
En 1946 comienza sus exposiciones en el Salón Nacional de Bellas Artes de Uruguay, en donde obtuvo diversos premios. Realizó pinturas murales en edificios públicos y privados, y llevó sus obras en exposiciones individuales y colectivas por distintos puntos del Uruguay y del extranjero.
En agosto de 1961 en ocasión de la reunión del Consejo Interamericano Económico y Social en Punta del Este, participa de la enorme muestra "De Blanes a nuestros días" en la que expusieron 85 pintores, 19 escultores y 19 dibujantes y grabadistas uruguayos entre los que se contaban artistas de la talla de Rafael Barradas, Juan Manuel Blanes, Pedro Blanes Viale, José Cuneo, Pedro Figari, Joaquín Torres García, José Luis Zorrilla de San Martín y José Belloni.

## Premios y distinciones
- Medalla de bronce. Cámara de Senadores (1959)
- Medalla de bronce. Cámara de Senadores (1961)
- Salon de Pintura Moderna (1965)[2]